# 檜垣直枝
檜垣 直枝（ひがき なおえ、1839年（天保10年） - 1894年（明治27年）10月4日）は、幕末の土佐勤王党員、明治時代の警察官。諱は清治、正治。位階および勲等は従三位勲三等。

## 経歴
土佐藩士の檜垣清右衛門の子として生まれる。1862年（文久2年）、土佐勤王党に参加。その後、山内容堂を警護する五十人組に属するが、江戸への道中、同行した坂本瀬平を密偵と誤解して殺害したために終身禁固刑に処され、郷里で謹慎に処せられた。
1873年（明治6年）に赦免され、警視庁に奉職し権少警視に任じられる。1877年（明治10年）の西南戦争では、警視隊隊員として政府軍に従軍する。二重峠の戦いでは佐川官兵衛の抗命に苦慮するが、佐川と共に奮戦する。
その後、警官練習所所長や沖縄県書記官等を歴任した。墓所は東京都品川区の海晏寺にある。

## 栄典・授章・授賞
- 1889年（明治22年）11月29日 - 大日本帝国憲法発布記念章[1]
- 1890年（明治23年）12月26日 - 勲三等瑞宝章[2]